# Travan
Travan ist ein historisches, auf QIC-Technologie basierendes Magnetbandsystem für die Sicherung (Backup) und Archivierung von Computerdaten, primär ausgelegt für Workstations und kleinere Server.
Die ersten 1995 auf dem Markt gebrachten Versionen von Travan-Kassetten boten ca. 400 MB und komprimiert 800 MB.
In der leistungsfähigsten Variante TR-7 (auch: Travan 40) können 20 GB Daten (unkomprimiert; bei eingeschalteter Hardwarekompression durchschnittlich 40 GB) bei einer Datentransferrate von bis zu 2 MByte/sec auf einem einzelnen Steckmodul archiviert werden.
Die Travan-Technologie ist gegenüber anderen Magnetbandtechnologien wie DLT und AIT aus verschiedenen Gründen ins Hintertreffen geraten:
- Die Travan-Version TR-7 bot lediglich 20 GB Kapazität pro Cartridge, DDS-5 hingegen 36 GB und AIT über 200 GB.
- Die offene Bauform von Travan-Laufwerken sowie die Aufzeichnungsart (serpentinenförmig auf parallelen Datenspuren) führen zu einem lauten Betriebsgeräusch.
- Travan-Cartridges wurden im Herstellerwerk formatiert. Wird die Formatierung (durch starke Magnetfelder etwa) zerstört, ist die Cartridge unbrauchbar.
- Travan-Cartridges waren etwa dreimal teurer als DDS-Kassetten ähnlicher Kapazität.